# Alfonso Blanco Antúnez
Alfonso Blanco Antúnez, né le 31 juillet 1987 à Tamiahua au Mexique, est un footballeur mexicain qui évolue au poste de gardien de but avec le club du Club León.